# Kevin Stadler
Kevin Stadler, född 5 februari 1980, är en amerikansk professionell golfspelare som har vunnit en PGA Tourtävling och som bäst varit rankad 52:a i världen enligt den officiella världsrankingen.

## Biografi
Stadler, född 1980 i Reno, Nevada, är son till Craig Stadler som vann 1982 års US Masters. Stadler gick på University of Southern California och blev proffs 2002. År 2004 vann Stadler två tävlingar på utvecklingstouren Web.com Tour och slutade på 13:e plats på tourens penninglista, vilket gjorde att han kvalificerade sig för 2005 års PGA Toursäsong. Han slutade dock på 168:e plats på PGA Tourens penninglista under sin första säsong där, vilket gjorde att han förlorade sitt tourkort (spelrättigheter på högre golftour; i detta fall PGA Tour).
Under 2006 vann Stadler sin första tävling sedan 2004; Johnnie Walker Classic i Australien. Detta gjorde han med en eagle på 72:a hålet för att vinna över Nick O'Hern med två slag. Vinsten gav Stadler två års spelrättigheter på Europatouren, Asientouren och PGA Tour of Australasia. Stadler sade efter vinsten: "It was my intention this year just to play the Nationwide Tour and get my PGA Tour card back but now I have no idea what I will do." Problemet för Stadler var att även om Europatouren har högre vinstpengar än Web.com Tour (hette Nationwide Tour innan 2012), så är målet att spela på PGA Touren, ett objektiv han inte når om han väljer att spela på Europatouren. Den fortsatta delen av säsongen delade Stadler sin tid mellan Web.com Tour och Europatouren; han vann två tävlingar på Web.com och återfick spelrättigheter på PGA Touren för 2007 års säsong.
Säsongen 2007 noterar Stadler 3 top-10 placeringar, varav en var i WGC-HSBC Champions i Shanghai.
2009 förlorar Stadler i särspel mot Ryan Moore i Wyndham Championship på Sedgefield Country Club.
Den andra februari 2014 vinner Stadler Waste Management Phoenix Open, vilket blev hans första PGA Tourseger. Tävlingen var den 239:e Stadler deltog i på PGA Touren och vinsten gav honom en inbjudan till US Masters senare samma år. Kevins pappa Craig Stadler, deltog även han i 2014 års US Masters, men sade att det skulle bli hans sista och att han enbart deltog då Kevin skulle delta. Kevin slutade på en delad 8:e plats, hans pappa Craig missade kvalgränsen.
Stadler använde tidigare en magputter, något som PGA Tour förbjöd från att användas på touren i januari 2016. Detta fick Stadler att putta som vänster.

## Vinster

### PGA Tour (1)
| No. | Datum       | Tävling                       | Resultat        | Mot par | Segermarginal | Runners-up                  |
| --- | ----------- | ----------------------------- | --------------- | ------- | ------------- | --------------------------- |
| 1   | Feb 2, 2014 | Waste Management Phoenix Open | 65-68-67-68=268 | -16     | 1 slag        | Graham DeLaet, Bubba Watson |

### Vinster på Europatouren (1)
| No. | Datum        | Tävling                 | Resultat        | Mot par | Segermarginal | Runner-up   |
| --- | ------------ | ----------------------- | --------------- | ------- | ------------- | ----------- |
| 1   | Feb 12, 2006 | Johnnie Walker Classic1 | 64-69-66-69=268 | -20     | 2 slag        | Nick O'Hern |

1 I samarbete med Asientouren och PGA Tour of Australasia.

### Vinster på Nationwide Tour (4)
- 2004 Lake Erie Charity Classic at Peek 'n Peak Resort, Scholarship America Showdown
- 2006 Xerox Classic, Albertsons Boise Open